# アン・ハラダ
アン・ハラダ（Ann Harada,  1964年2月3日 - ）は、アメリカ合衆国の女優、ブロードウェイ女優である。

## 来歴
1964年、ハワイ州ホノルルに生まれる。同州で育ち、高校卒業後はロードアイランド州にあるブラウン大学へ進学。大学卒業後はニューヨークへ渡り、舞台の仕事に就く。その後、パフォーマーやコーラスの一員としてとしていくつかの舞台やステージに立った後、ブロードウェイ舞台版の『M.バタフライ』へ出演した。それ以来は舞台女優として本格的なキャリアをスタートさせ、ニューヨークを拠点とするオフ・ブロードウェイ劇場のヴィニヤード・シアターのメンバーとして所属。特にハラダの出演作として知られている舞台は2003年に同劇場で初演されたパペット・ミュージカル『アベニューQ』へのオリジナルキャストとしての出演で、同作品ではニューヨークの朝鮮料理店でアルバイトをする日本人クリスマス・イヴを演じている。作品自体は高い評価を得ると共に、観客からも好意的に受け入れられ、オン・ブロードウェイへ進出した。
舞台では、その後もブロードウェイの舞台女優として活躍しており、『レ・ミゼラブル』などのミュージカル舞台へも数多く出演している。また、2011年に発生した東日本大震災で被害を受けた日本のために、2011年4月11日に開催されたチャリティ・コンサート『Geisha Gig』へも出演した。1997年には『Hudson River Blues』で映画デビューも果たしており、『セックス・アンド・ザ・シティ』などのテレビドラマへも出演。2007年には、ウェス・アンダーソンが監督したAT&Tのアメリカ国内向けのコマーシャルへも出演している。

## 出演作品

### 映画
- Hudson River Blues (1997)
- ハピネス Happiness (1998)
- Feel (2006)
- 最低で最高のサリー The Art of Getting By (2011)
- 31年目の夫婦げんか Hope Springs (2012)
- アドミッション -親たちの入学試験- Admission (2013)

### テレビドラマ
- Mathnet (1992)
- New York News (1995)
- Lifestories: Families in Crisis (1996)
- セックス・アンド・ザ・シティ Sex and the City (1998)
- カシミアマフィア Cashmere Mafia (2008)
- The Battery's Down (2008)
- リップスティック ジャングル Lipstick Jungle (2009)
- The Electric Company (2010)
- Submissions Only (2011)
- キャシーのbig C いま私にできること The Big C (2011)
- レスキュー・ミー NYの英雄たち Rescue Me (2011)
- 30 ROCK/サーティー・ロック 30 Rock (2012)
- SMASH Smash (2012 - 2013)
- It Could Be Worse (2013)

### 舞台
- アベニューQ Avenue Q
- レ・ミゼラブル Les Misérables